# Controversias navideñas

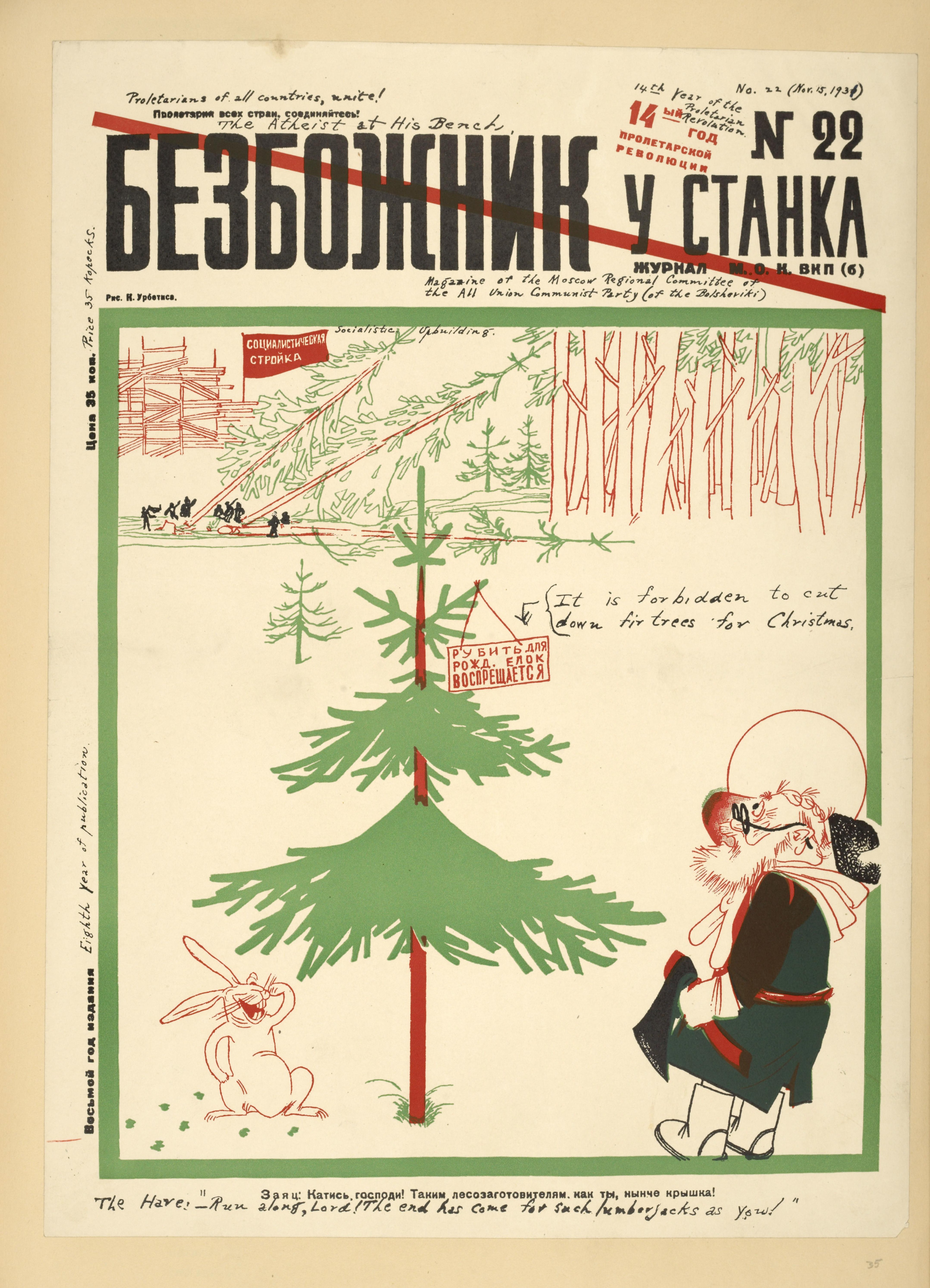
Una edición de 1931 de la revista soviética Bezbozhnik, publicada por la Sociedad de los Sin Dios, que muestra a un sacerdote cristiano ortodoxo que tiene vetado llevarse a casa un árbol para la celebración de la Navidad, como parte de las políticas marxistas-leninistas de la Unión Soviética.

Como controversias navideñas es el término —en plural— con que se describe a diversos conflictos provocados por la Natividad y la Navidad desde la popularización del cristianismo a nivel mundial.
En el siglo XVII, los puritanos tenían leyes que suprimían la celebración de la Navidad, a diferencia de la Iglesia católica o la Iglesia anglicana, esta última de la cual se separaron. Con el culto de la razón en el poder durante la era de la Francia revolucionaria, los servicios religiosos de la Navidad cristiana fueron vetados, incluyendo el cambio del nombre del pastel de Reyes por el de "pastel de la igualdad" bajo las políticas antirreligiosas. Más tarde, en el siglo XX, las celebraciones navideñas estaban prohibidas por la doctrina del ateísmo estatal en la Unión Soviética. En la Alemania nacionalsocialista, la cristiandad formal en su conjunto fue atacada como un enemigo del estado y las festividades navideñas, así como otras relacionadas con la figura histórica de Jesús de Nazaret, fueron mezcladas con neopaganismo para servir a la propaganda del ocultismo nazi y antisemitismo.
La controversia del siglo XXI, a menudo se refiere a que la terminología de «Navidad» y todo lo relacionado con esta celebración puede considerase ofensivo para minorías culturales y de fe, dicho dilema ocurre principalmente en países de América del Norte y en menor medida de Europa. Algunas posiciones extremistas solicitan cambiar la palabra de Navidad por el de Vacaciones. También se presenta el intento de algunos gobiernos y empresas del mundo occidental por convertir a la Navidad en una fiesta multicultural y/o no religiosa, censurando símbolos religiosos. Todo esto es tachado de corrección política innecesaria.
Fuera de occidente, como el mundo islámico o los pocos estados socialistas aún existentes, la controversia va más allá de la simple iconografía religiosa cristiana. En lo que respecta al Islam, algunos movimientos islamistas turcos están en contra de toda la Navidad, incluso la celebración secular, llegando a exigir al gobierno de prohibir la presencia de Papá Noel en toda Turquía; Tayikistán y Somalia prohíben a nivel nacional todo lo relacionado con la Navidad; Arabia Saudita y Brunéi solo permiten la celebración de Navidad a cristianos pero dentro de sus casas; en naciones con conflictos en curso como Irak, Siria, Libia, Centroafrica, Afganistán o Yemen las organizaciones yihadistas y grupos rebeldes persiguen todo lo relacionado con la Navidad, de estas naciones solamente Irak y Siria, siendo de mayoría musulmana, sus respectivos gobiernos promueven las celebraciones navideñas en público en un intento por lograr la convivencia entre culturas y religiones, aunque oficialmente en Irán todo lo relacionado con la Navidad se encuentra permitido, varios vendedores de adornos navideños afirmaron que se sienten acosados por las autoridades. En China y Corea del Norte la celebración total de la Navidad está prohibida, pero debido a la globalización en algunas ciudades chinas como Shanghái, Hong Kong y Macao se permite la celebración de la Navidad.